# Handschrift 620

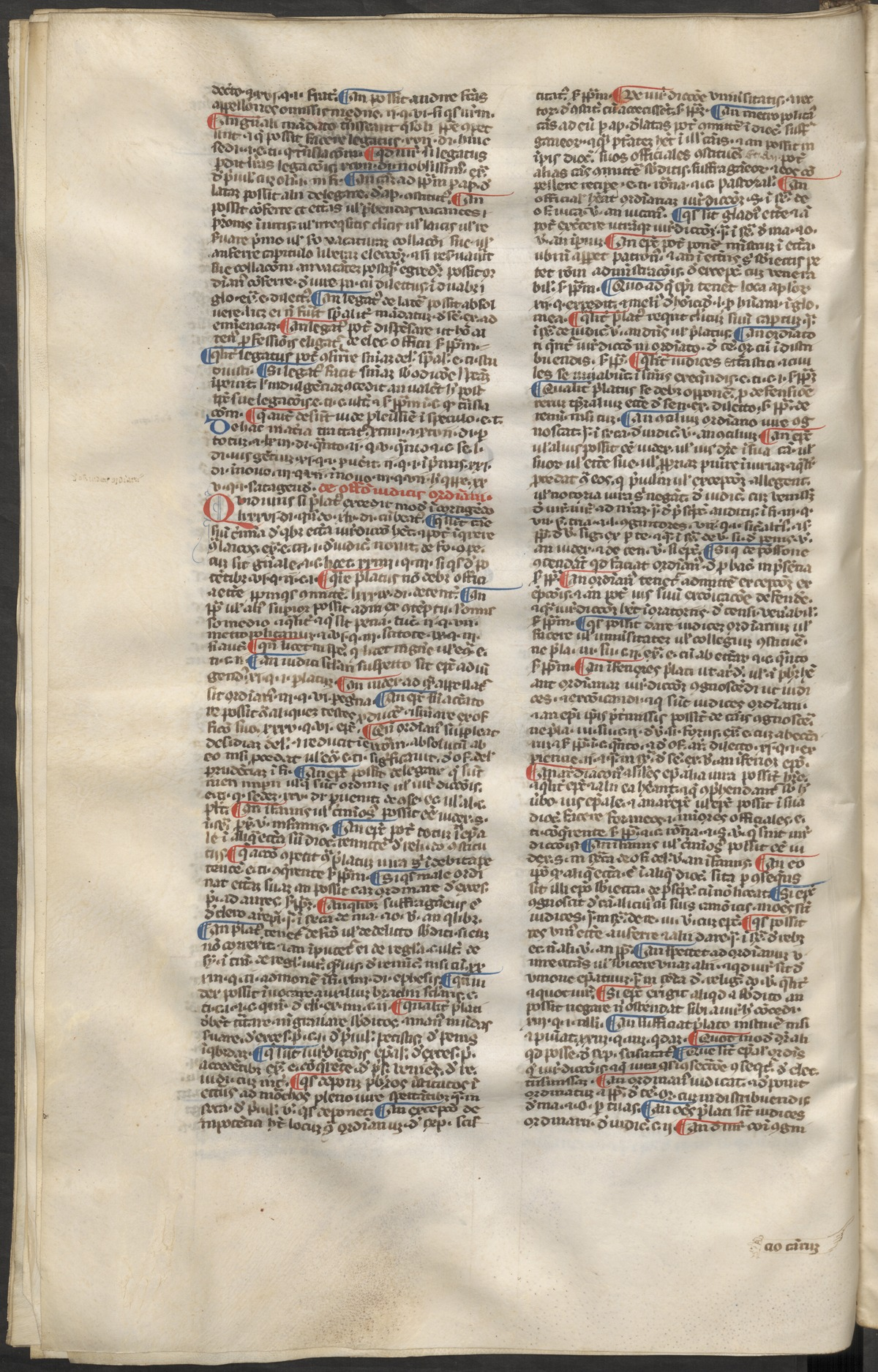
Deze pagina (fol. 10v) toont de custode rechtsonder aan het eind van het eerste katern. Er is een aanwijshandje (manicula) omheen gezet met nog wat extra decoratie.

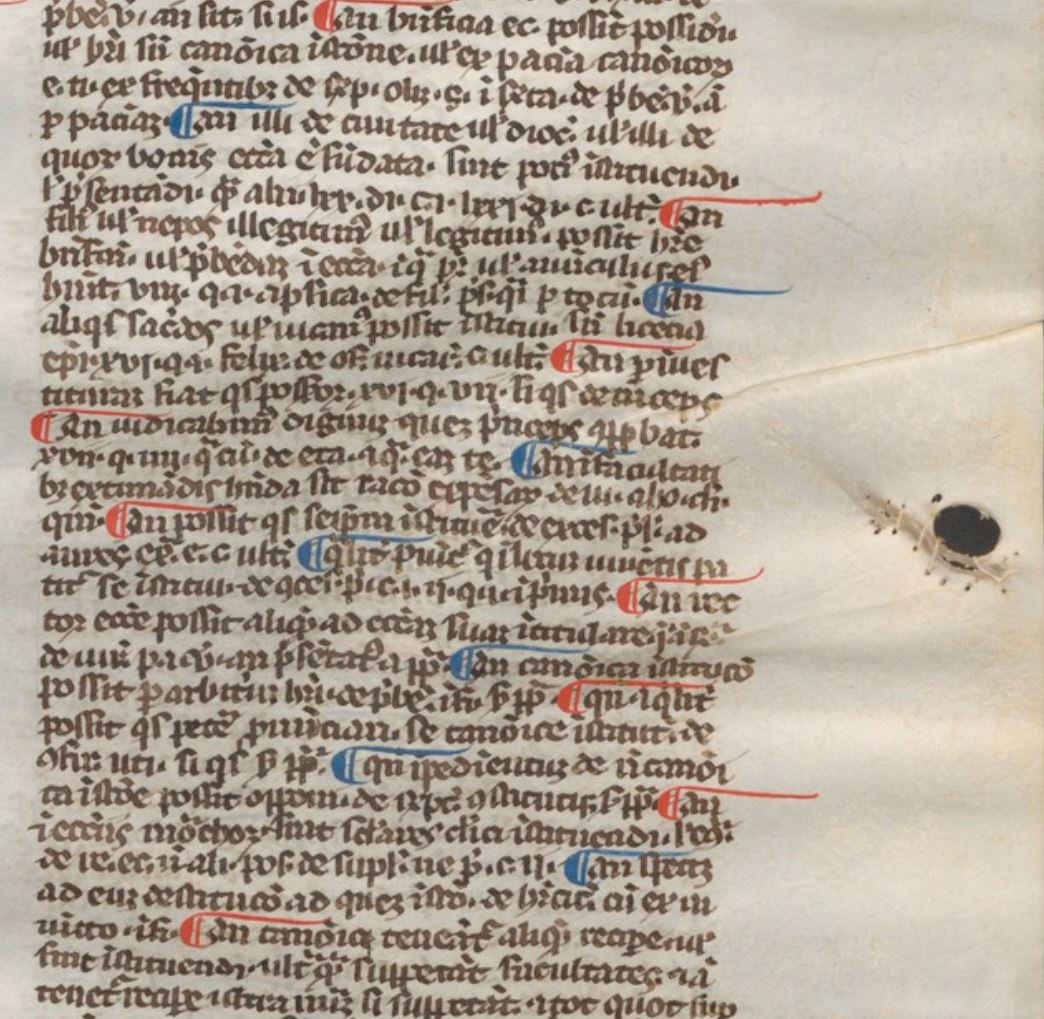
Dit perkament bevat nog veel gaten, die zijn ontstaan bij het opspannen van de huid bij het maken van het perkament. Soms zijn de gaten ook gerepareerd; de touwtjes zijn dan soms nog te zien.

Handschrift 620 is een middeleeuws perkamenten handschrift dat werd geschreven tussen 1275 en 1325. Het bevat het Repertorium aureum super corpore juris canonici van Guilielmus Durandus. De naam van de auteur is in de bovenmarge van het openingsfolium (fol. 1r) geschreven. Het handschrift werd waarschijnlijk vervaardigd in Bologna. Het was in het bezit van Kartuizerklooster Nieuwlicht bij Utrecht voordat de abdij in 1583 werd verwoest. Tegenwoordig wordt Hs. 620 bewaard in de Universiteitsbibliotheek Utrecht.

## Beschrijving
Zoals de meeste middeleeuwse handschriften werd het Repertorium aureum super corpore juris canonici geschreven op perkament van kalfshuid. Dit perkament bevat nog veel gaten, die zijn ontstaan bij het opspannen van de huid bij het maken van het perkament. De kopiist schreef om gaten in het perkament heen. Soms zijn de gaten ook gerepareerd; de touwtjes zijn dan soms nog te zien. Het werd tussen 1275 en 1325 geschreven door dezelfde schrijver in het gotische schrifttype littera textualis. Dit schrift is smaller en hoger dan de oudere Karollingische minuskel. Door dit meer compacte gotische schrift werd een indeling in twee tekstkolommen praktisch. Elke kolom bevat 71 regels. Vaak is de liniëring in loodstift nog zichtbaar. Dit handschrift is samengesteld uit zeven katernen die bestaan uit vijf bifolia (dubbelbladen). Aan het eind van elk katern staat een custode.

## De vormgeving
Er staan zes gedecoreerde initialen met mensfiguren of scènes in het handschrift. Uit de openingsinitiaal op het eerste blad komt een geschilderde veelkleurige staaf voort die langs de tekstkolom naar beneden loopt en eindigt in een bladornament.
Rubrieken zijn later toegevoegd. Er zijn in klein schrift nog aanwijzingen voor de rubricator of miniaturist te lezen (bijvoorbeeld op fol. 1v en fol. 3r). Het begin van elke zin wordt gemarkeerd door een afwisselend rood en blauw paragraafteken.
Door het hele handschrift komen in de marges annotaties voor die zijn geschreven in iets lichtere inkt. Deze werden geschreven door een tweede en misschien ook derde persoon. Zo werd er uitleg of een korte samenvatting van lange zinnen uit de tekst bij geschreven.
Vanaf de tiende eeuw werden er correctietekens (ook: signes-de-renvoi of tie marks) gebruikt om in de marges geplaatste correcties te koppelen aan de bijbehorende hoofdtekst. Die tekens kunnen verschillende vormen hebben: bijvoorbeeld een letter uit het alfabet of een geometrische vorm. In dit handschrift werden daarvoor een of twee schuine strepen gebruikt.
Marginale notaties of figuren werden gebruikt om een lezer op een belangrijke passage te attenderen. Daarvoor bestonden verschillende vormen. In dit handschrift (fol. 1r) is het in de 12e en 13e eeuw gangbare teken gebruikt dat een monogram is van vier letters van het Latijnse woord nota. Ook komen er met de pen getekende manicula (kleine handjes) voor; de uitgestoken wijsvinger naast de tekstkolom wijst dan naar de belangrijke plaats in de tekst.

## Boeken voor de universiteit
Aan het eind van de twaalfde eeuw komen de universiteiten op en daarmee ook de productie van boeken die voor de studenten nodig zijn en die snel vervaardigd moeten kunnen worden. Bij de boekproductie voor de universiteit werd daarom een nieuw kopieersysteem uitgevonden om een studieboek sneller te kunnen maken. Dit wordt het pecia systeem genoemd: een boekhandelaar (librariër) verhuurde de losse katernen waar het te kopiëren boek uit bestond, en elke katern werd tegelijkertijd door iemand anders overgeschreven. Zo kon het boek binnen korte tijd gemaakt worden.
Dit handschrift met een rechtstekst werd volgens de bibliotheekcatalogus van Universiteitsbibliotheek Utrecht ook op deze manier aan het eind van de dertiende eeuw in Bologna gemaakt. De Universiteit van Bologna was beroemd om zijn rechtenstudie. Dit was waarschijnlijk het studieboek van een rechtenstudent aan het eind van de vijftiende eeuw vóór het in de bibliotheek van Nieuwlicht terecht kwam.